# Giacciano con Baruchella
Giacciano con Baruchella (velenceiül Jasian co Barucheła) település Olaszországban, Veneto régióban, Rovigo megyében. Lakosainak száma 2027 fő (2023. január 1.). Giacciano con Baruchella Castagnaro, Ceneselli, Villa Bartolomea, Badia Polesine, Castelnovo Bariano és Trecenta községekkel határos.

## Népesség
A település lakossága az elmúlt években az alábbi módon változott:
| Lakosok száma | 2155 | 2120 | 2027 |
|               | 2017 | 2018 | 2023 |